# Polypodium thyssanolepis
Polypodium thyssanolepis là một loài dương xỉ trong họ Polypodiaceae. Loài này được A. Braun ex Klotzsch mô tả khoa học đầu tiên năm 1847.